# Lietzenseebrücke

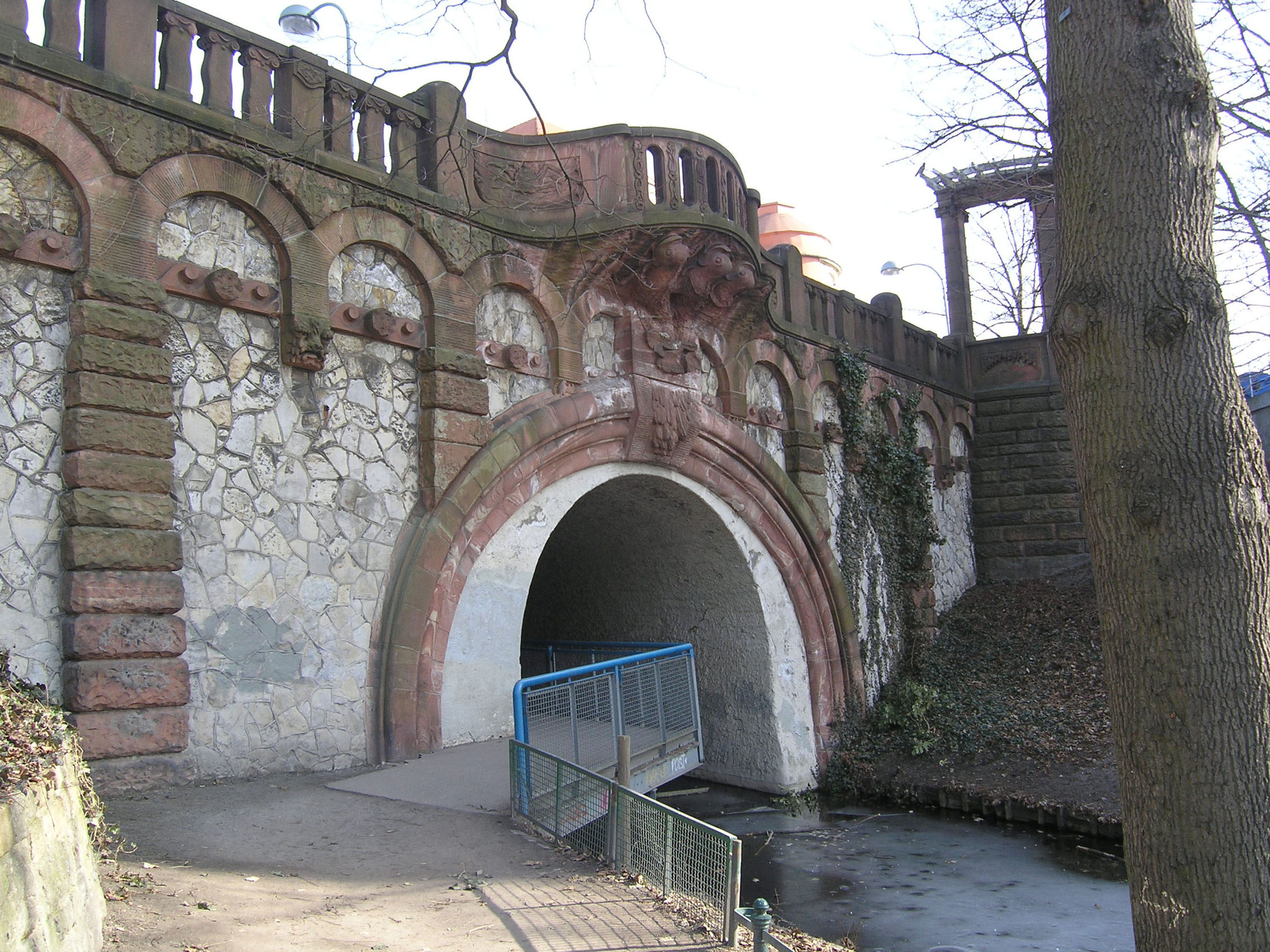
Lietzenseebrücke

Die Lietzenseebrücke ist eine im Jahr 1904 eingeweihte Straßenbrücke im Berliner Ortsteil Charlottenburg.

## Beschreibung
Die 1904 nach Plänen des Architekten Rudolf Walter im Auftrag der Terrain-Aktiengesellschaft Park Witzleben aus Buntsandstein erbaute Brücke führt die Neue Kantstraße über den Lietzensee. Die Brücke ist ein Baudenkmal.
Unmittelbar nach ihrer Inbetriebnahme trennte die Brücke das Seegelände in zwei Teile, das nicht einmal einen Durchgang für Fußgänger enthielt. 1954 ließ die Bezirksverwaltung um einen Brückenpfeiler herum einen Weg unter der Lietzenseebrücke herstellen, sodass seitdem die beiden Parkteile für Fußgänger und Radfahrer wieder verbunden sind.
Koordinaten: 52° 30′ 23,6″ N, 13° 17′ 17,5″ O